# Longmen Xiang (socken i Kina)
Longmen Xiang (kinesiska: 龙门, 龙门乡) är en socken i Kina. Den ligger i provinsen Yunnan, i den sydvästra delen av landet, omkring 320 kilometer väster om provinshuvudstaden Kunming. Antalet invånare är 11 210. Befolkningen består av 5 548 kvinnor och 5 662 män. Barn under 15 år utgör 20,0 %, vuxna 15-64 år 695 %, och äldre över 65 år 8,0 %.
Genomsnittlig årsnederbörd är 952 millimeter. Den regnigaste månaden är juli, med i genomsnitt 250 mm nederbörd, och den torraste är januari, med 7 mm nederbörd.